# 썬밸리그룹
썬밸리그룹(Sunvalley Group)은 동광종합토건이 모태이다. 건설, 레저부문에 총 7개의 계열사를 산하에 두고 있다.

## 사업영역

### 주택사업
썬밸리그룹은 전북 완주를 비롯하여 경기도 안성, 평택, 광교, 여주, 충남 당진, 충북 충주, 서울 마곡에서 주택사업을 수행하고 있으며 혁신적인 주거트랜드를 창조하고 있다.

### 레저사업
썬밸리그룹은 특급호텔 2곳과 한국에 4곳, 일본에 2곳, 총 144홀을 골프장을 운영하고 있는 레저그룹으로 도약하고 있다. 또한 썬밸리그룹은 그동안의 개발역랑의 경험을 집중하여 세계속에서 선도하는 종합레저그룹을 꿈꾸고 있으며, 최고의 리조트를 개발하여 사회에 이바지하는 것을 목표하고 있다.

### 사회공헌
학교법인 동광학원을 운영하고 있으며 장학사업을 진행하고 있다.

## 계열사
- 동광종합토건
- 동광개발
- 동광기공
- 신복개발
- 연흥개발
- 성운개발
- 동광레저
- 썬밸리(주)

## 사업장
- 남한강 썬밸리 호텔 & 워터파크
- 여주 썬밸리 컨트리클럽
- 설악 썬밸리 골프리조트
- 동원 썬밸리 컨트리클럽
- 썬밸리 컨트리클럽
- 고흥 썬밸리 리조트

## 학교법인 동광학원
- 동광중학교
- 동광고등학교